# Attagenus bicolor
Attagenus bicolor là một loài bọ cánh cứng trong họ Dermestidae. Loài này được Dejean miêu tả khoa học năm 1821.